# Гита Нараянан Гопал
Гита Нараянан Гопал (англ. Geetha Narayanan Gopal, малаял. ഗീത നാരായണൻ ഗോപാൽ; род. 29 марта 1989, Керала) — индийский шахматист, гроссмейстер (2007).
В составе сборной Индии участник 3-х Олимпиад (2008—2012) и 2-х командных чемпионатов мира (2010—2011). В январе 2010 завоевал бронзовую медаль на командном чемпионате мира, проходившем в Бурсе, Турция. В ноябре того же года завоевал бронзовую медаль на Азиатских играх 2010 года в Гуанчжоу, Китай. 
Начал заниматься шахматами в десять лет по инициативе отца. В 18 лет стал гроссмейстером.

## Изменения рейтинга
| График не отображается по техническим причинам. Чтобы исправить это, воспроизведите график в новом формате, если это возможно. |